# La mort juga als escacs
La mort juga als escacs (suec: Döden spelar schack) és una pintura mural realitzada entre els anys 1480-1490 pel pintor Albertus Pictor, a l'església de Täby a Suècia. Una còpia del mural es troba a les col·leccions del Museu d'Història de Suècia a Estocolm. A l'abril de 2016, la pintura La mort juga als escacs va ser seleccionada com una de les deu més grans obres artístiques de Suècia pel projecte Europeana.

## Antecedents
L'artista va néixer amb el nom d'Albrecht Manhusen a la població d'Immenhausen a l'actual Hessen. Se suposa que Albrecht va ser educat al sud d'Alemanya. És un dels artistes suecs medievals més importants del país. Les seves obres representen una combinació única de qualitat i quantitat. Va pintar a 36 esglésies entre Malardalen i Norrbotten. Es destaca per ser l'artista més actiu en la pintura d'esglésies sueques durant la segona meitat del segle xv. La seva pintura es diferencia de la d'altres artistes de la mateixa època per la seva expressió brillant, la gran amplitud que cobreix i la diversitat en la tècnica.

## Composició
Aquest mural representa a un cavaller jugant als escacs amb la mort, i està realitzat sobre una de les voltes de la part oest de l'església de Täby. Les figures estan executades amb proporcions anatòmiques precises i la seva combinació amb les vestidures i armes li dona una visió bastant realista. Encara que no és una escena bíblica com les de la resta de l'església, la seva representació a l'edat mitjana utilitzada com a mitjà de missatge moralitzador era bastant normal, en aquest cas s'ha de reflexionar com les accions d'un poden ser castigades o recompensades després de la mort. L'escena es complementa amb unes cintes, bastant descolorides, amb el text en suec: «Jak spelar tik matt».

## Conservació
A diferència de la majoria dels frescs d'altres esglésies a Suècia, els de l'església de Täby no han acabat blanquejades. En relació amb anàlisis químiques efectuades quan es va realitzar una neteja de les pintures, l'adhesiu utilitzat, era en particular la calç però també caseïna i àcid erúcic.